# Canal de Banka
El canal de Banka és el nom donat al primer tram del canal Rupnarayan i Rasulpur al districte de Midnapur o Midnapore a Bengala Occidental, Índia. S'estén des de la boca del Rupnarayan a Goonkhali, fins al riu Haldi, a una distància de prop de 20 km, l'amplada màxima és de 25 metres en superfície i la meitat al fons, i la profunditat de 3 metres.